# Albuixech
Die spanische Gemeinde Albuixech (valencianisch Albuixec) liegt in der Provinz Valencia nördlich von Valencia. Dort leben 4.419 Einwohner (Stand: 2024) auf 4,4 km². Der Mittelmeerstrand ist an dieser Stelle eher für Jogger und Angler als zum Baden geeignet.

## Wirtschaft und Infrastruktur
Der Schweizer Hersteller von Schienenfahrzeugen Stadler Rail hat in Albuixech ein Werk von Vossloh übernommen.
Albuixech ist über die autobahnähnliche Straße V-21 erreichbar. Im Ort gibt es einen Haltepunkt an der Bahnstrecke Tarragona–Valencia.